# Dietrich Kluge
Dietrich Kluge (* 20. Jahrhundert) ist ein deutscher Filmproduzent.

## Leben
Dietrich Kluge studierte 1984 bis 1990 Psychologie, Sprachwissenschaften und Literaturwissenschaften an der Justus-Liebig-Universität Gießen. Nach dieser Zeit wurde er Lektor und Dramaturg beim Hunzinger Bühnenverlag. Ab 1996 war er Dramaturg und Producer bei Eikon und wenige Jahre bei der Filmproduktion Katharina Trebitsch. Seit 2003 bildet er die Dependance Berlin der Network Movie.
Sein Haupteinsatzgebiet sind Krimi-Fernsehfilme wie die Reihen Unter anderen Umständen, Einsatz in Hamburg, unter anderen Umständen, Nord Nord Mord oder Helen Dorn.

## Filmografie (Auswahl)
- 2002: Hotte im Paradies
- 2004: Die Quittung (Deutscher Fernsehpreis für das Drehbuch)
- 2005: Die Nachrichten
- seit 2006: Unter anderen Umständen (Fernsehserie)
  - 2006: Unter anderen Umständen
  - 2007: Bis dass der Tod euch scheidet
  - 2008: Böse Mädchen
  - 2009: Auf Liebe und Tod
  - 2010: Tod im Kloster
  - 2011: Mord im Watt
  - 2012: Spiel mit dem Feuer
  - 2013: Der Mörder unter uns
  - 2014: Falsche Liebe
  - 2015: Das verschwundene Kind
  - 2016: Das Versprechen
  - 2016: Tod eines Stalkers
  - 2017: Liebesrausch
  - 2018: Das Geheimnis der Schwestern
  - 2019: Im finsteren Tal
  - 2020: Über den Tod hinaus
  - 2020: Lügen und Geheimnisse
  - 2021: Für immer und ewig
- 2007: Kein Geld der Welt
- 2012: Das Kindermädchen
- 2013: Ein weites Herz – Schicksalsjahre einer deutschen Familie
- Seit 2013: Einsatz in Hamburg (Fernsehreihe, 11 Folgen)
- 2014: Die Flut ist pünktlich
- 2014: Die letzte Instanz
- 2015: Tod eines Mädchens
- 2015: Der Kotzbrocken
- 2015: Das Dorf des Schweigens
- Seit 2015: Nord Nord Mord (Fernsehreihe, 8 Folgen)
- Seit 2015: Neben der Spur (Fernsehreihe, 5 Folgen)
- 2016: Hattinger und der Nebel
- Seit 2016: Helen Dorn (Fernsehreihe, 8 Folgen)
- 2017: Angst – Der Feind in meinem Haus
- 2017: Kein Herz für Inder
- 2018: Der Mordanschlag
- 2019: Totengebet
- 2020: Der Schneegänger (Fernsehfilm)
- 2021: In Wahrheit: In einem anderen Leben
- 2022: Der Passfälscher
- 2022: Der Kommissar und der See – Liebeswahn (Fernsehreihe)
- 2023: Düstersee
- 2023: Der Kommissar und der See – Narrenfreiheit (Fernsehreihe)
- 2024: Der Kommissar und der See – In besseren Kreisen (Fernsehreihe)